# Tianyuan
Tianyuan (en chino, 天元; pinyin, Tiānyuán)es un distrito urbano bajo la administración directa de la Prefectura  Zhuzhou  en la Provincia de Hunan, República Popular China.  Su área es de 327 km² y su población total para 2015 superó los 290 mil  habitantes. 
El distrito de Tianyuan es el centro político de la ciudad de Zhuzhou. Sede de la alcaldía y del comité de Zhuzhou, base del distrito militar de Zhuzhou y de la zona de desarrollo industrial de la ciudad-distrito. 
El distrito fue seleccionado como una de las 100 principales zonas nacionales de innovación científica y tecnológica en 2018. En octubre de 2019, fue galardonado con el Top 100 de la Zona Nacional de Innovación Científica y Tecnológica.

## Administración
Desde junio  de 2024, el  Distrito Tianyuan   se divide en 7 pueblos  administrados  en 4 subdistritos y 3   poblados.

## Toponimia
El topónimo Tianyuan deriva del sinograma Tian (天 "cielo"), en referencia a las montañas Tiantai (天台山); y Yuan (元 "primero"), una modificación de Yuan (园 "jardín"), en referencia al Campo Yuan[yi] (园艺场), así que su traducción sería una forma abreviada para juntarlos; "jardín de las montañas Tiantai" o literalmente "parque celestial".

## Clima
La región tiene un clima monzónico subtropical con un clima templado y cuatro estaciones distintas. La temperatura media anual es de 18 °C, la temperatura más alta es de 40 °C y la temperatura más baja es de -8 °C. La precipitación anual es de aproximadamente 1400 mm.
| Parámetros climáticos promedio de Tianyuan (1981−2010) | Parámetros climáticos promedio de Tianyuan (1981−2010) | Parámetros climáticos promedio de Tianyuan (1981−2010) | Parámetros climáticos promedio de Tianyuan (1981−2010) | Parámetros climáticos promedio de Tianyuan (1981−2010) | Parámetros climáticos promedio de Tianyuan (1981−2010) | Parámetros climáticos promedio de Tianyuan (1981−2010) | Parámetros climáticos promedio de Tianyuan (1981−2010) | Parámetros climáticos promedio de Tianyuan (1981−2010) | Parámetros climáticos promedio de Tianyuan (1981−2010) | Parámetros climáticos promedio de Tianyuan (1981−2010) | Parámetros climáticos promedio de Tianyuan (1981−2010) | Parámetros climáticos promedio de Tianyuan (1981−2010) | Parámetros climáticos promedio de Tianyuan (1981−2010) |
| Mes                                                    | Ene.                                                   | Feb.                                                   | Mar.                                                   | Abr.                                                   | May.                                                   | Jun.                                                   | Jul.                                                   | Ago.                                                   | Sep.                                                   | Oct.                                                   | Nov.                                                   | Dic.                                                   | Anual                                                  |
| ------------------------------------------------------ | ------------------------------------------------------ | ------------------------------------------------------ | ------------------------------------------------------ | ------------------------------------------------------ | ------------------------------------------------------ | ------------------------------------------------------ | ------------------------------------------------------ | ------------------------------------------------------ | ------------------------------------------------------ | ------------------------------------------------------ | ------------------------------------------------------ | ------------------------------------------------------ | ------------------------------------------------------ |
| Temp. máx. abs. (°C)                                   | 27.6                                                   | 31.7                                                   | 35.6                                                   | 36.2                                                   | 36.8                                                   | 37.4                                                   | 41.6                                                   | 39.7                                                   | 38.5                                                   | 36.1                                                   | 33.8                                                   | 28.9                                                   | '                                                      |
| Temp. máx. media (°C)                                  | 10.9                                                   | 13.1                                                   | 17.1                                                   | 23.8                                                   | 28.2                                                   | 31.3                                                   | 34.5                                                   | 33.2                                                   | 29.6                                                   | 25.1                                                   | 19.6                                                   | 14.3                                                   | 23.4                                                   |
| Temp. media (°C)                                       | 6.3                                                    | 8.4                                                    | 12.1                                                   | 18.1                                                   | 22.5                                                   | 25.8                                                   | 28.0                                                   | 26.9                                                   | 23.8                                                   | 18.9                                                   | 13.3                                                   | 8.0                                                    | 17.7                                                   |
| Temp. mín. media (°C)                                  | 3.4                                                    | 5.5                                                    | 8.9                                                    | 14.3                                                   | 18.5                                                   | 21.9                                                   | 23.3                                                   | 23.0                                                   | 20.0                                                   | 14.8                                                   | 9.1                                                    | 4.0                                                    | 13.9                                                   |
| Temp. mín. abs. (°C)                                   | -5.2                                                   | -4.5                                                   | -3.6                                                   | 1.5                                                    | 8.3                                                    | 12.6                                                   | 16.8                                                   | 16.3                                                   | 10.8                                                   | 1.2                                                    | -2.6                                                   | -7.6                                                   | '                                                      |
| Precipitación total (mm)                               | 74.0                                                   | 111.0                                                  | 166.1                                                  | 198.6                                                  | 200.1                                                  | 226.6                                                  | 153.9                                                  | 173.6                                                  | 95.5                                                   | 73.5                                                   | 69.6                                                   | 48.0                                                   | 1590.5                                                 |
| Humedad relativa (%)                                   | 83                                                     | 84                                                     | 84                                                     | 82                                                     | 81                                                     | 81                                                     | 77                                                     | 81                                                     | 82                                                     | 80                                                     | 80                                                     | 80                                                     | 81.3                                                   |
| Fuente: China Meteorological Data Service Center       |                                                        |                                                        |                                                        |                                                        |                                                        |                                                        |                                                        |                                                        |                                                        |                                                        |                                                        |                                                        |                                                        |